# Rhamnus daliensis
Rhamnus daliensis är en brakvedsväxtart som beskrevs av G.S. Fan och L.L. Deng. Rhamnus daliensis ingår i släktet getaplar, och familjen brakvedsväxter. Inga underarter finns listade i Catalogue of Life.